# 42 Virginia Street

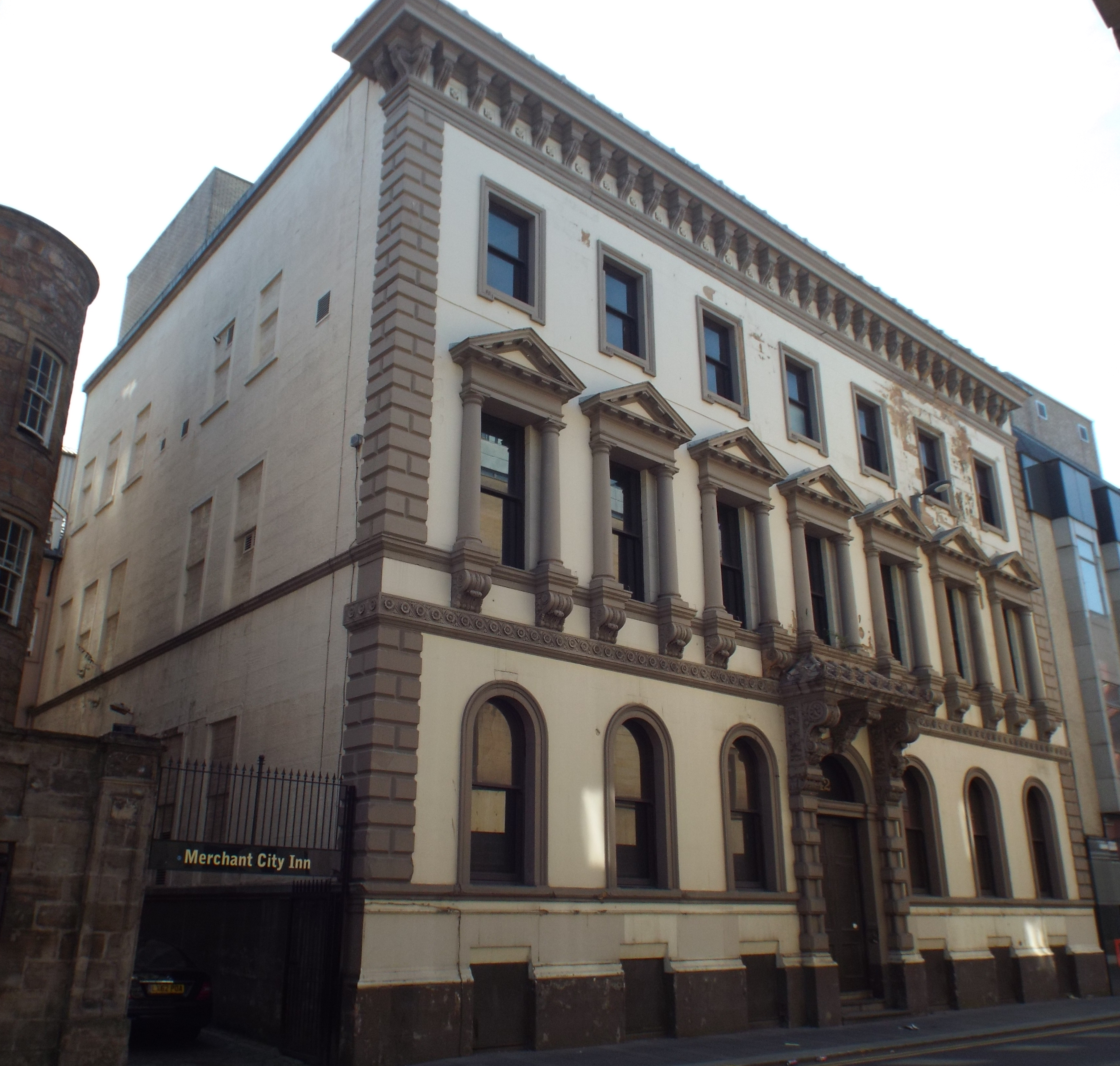
42 Virginia Street

Unter der Adresse 42 Virginia Street in der schottischen Stadt Glasgow befindet sich ein Geschäftsgebäude. 1970 wurde das Bauwerk in die schottischen Denkmallisten in der höchsten Denkmalkategorie A aufgenommen.

## Beschreibung
Das dreistöckige Gebäude für die Glasgow Gas Light Company wurde zwischen 1867 und 1870 erbaut. Für den Entwurf zeichnet federführend der Architekt Robert Melvin verantwortlich.
Das Gebäude steht an der Virginia Street im Südosten des Glasgower Zentrums. Die westexponierte Frontfassade ist im Stile der späten italienischen Renaissance ausgestaltet und sieben Achsen weit. Das zentrale Eingangsportal schließt mit einem wuchtigen Architrav und einem verdachenden Gesimse auf ornamentierten Konsolen mit Akroterien. Im Erdgeschoss sind Rundbogenfenster verbaut. Oberhalb des Erdgeschosses verläuft ein ornamentierter Fries. Die Fenster des ersten Obergeschosses sind als Ädikulä mit Pilastern, Architraven und Dreiecksgiebeln gestaltet. Die farblich abgesetzten Ecksteine sind rustiziert.